# Vancouveria
Vancouveria es un pequeño género de plantas de flores perteneciente a la familia  Berberidaceae. Las tres plantas conocidas en este género son endémicas del oeste de Norteamérica.

## Taxonomía
El género fue descrito por C.Morren & Dcne.  y publicado en Annales des Sciences Naturelles; Botanique, sér. 2, 2: 351. 1834. La especie tipo es: Vancouveria hexandra
Etimología
Vancouveria: nombre genérico que fue nombrado en honor de George Vancouver.

## Especies
- Vancouveria chrysantha
- Vancouveria hexandra
- Vancouveria planipetala